# 聯合豐年祭
聯合豐年祭是臺灣來自不同原鄉部落的阿美族人，因工作移入大都會地區，進而群居形成阿美族社區或社群，產生新世代並重建傳統社會組織文化（如頭目、年齡組織制度和豐年祭等），族人們透過舉辦聯合豐年祭凝聚族群認同並傳承阿美族文化。後來，在原鄉花東地區也有聯合豐年祭的出現，前者以推動文化觀光，後者則以建立社群主體與認同為要。
隨著經濟發展，1960年代起都會地區需要大量勞動力，原鄉花東地區的阿美族部落人口逐漸外流，陸續移居到大臺北（臺北、新北、基隆、桃園等）或高雄地區，從事建築業（鐵工與板模工）、礦業、遠洋漁業等勞力工作。後來，族人群居在大都會的邊緣地帶有了新世代，重組的阿美族社區或社群成為「都市原住民」，例如汐止的山光社區和花東新村、新店溪州部落、新北三鶯部落、基隆八尺門等等。這些阿美族人來自不同原鄉部落，雖然各部落豐年祭的祭典儀式、歌舞、服飾等有所差異。族人們舉辦聯合豐年祭，乃是為了凝聚族群認同、維護傳統年齡組織長幼有序的社會倫理並延續阿美族文化。
在原鄉花東地區，不僅有部落豐年祭，也有聯合豐年祭的出現。相較之下，花蓮、臺東兩地所舉行的聯合豐年祭的內涵和意義也有所不同。花蓮阿美族聯合豐年祭的舉行，在地方政府推動觀光發展政策的影響之下，將聯合豐年祭作為文化資源之一，藉此吸引人潮以促進地方觀光發展。臺東地區的馬蘭阿美族部落，早年族人的居住空間受到漢人的移入、土地買賣及都市土地規劃等因素影響，阿美族人逐漸失去土地所有權，散居在臺東市區形成較小規模的部落。自1996年起，阿美族人每三年共同舉辦臺東阿美族聯合豐年祭，其用意在於集結大馬蘭地區的各阿美族部落，透過各部落年齡組織的參與，凝聚大馬蘭阿美族認同與傳承文化，並建立大馬蘭阿美族的主體。